# Bussero
Bussero là một đô thị ở tỉnh Milano thuộc vùng Lombardia của Italia, khoảng 15 km về phía đông bắc của tỉnh lỵ Milano. Đến thời điểm 31 tháng 12 năm 2004, dân số đô thị này là 8.589 người, diện tích là 4,6 km².
Bussero giáp các đô thị: Pessano con Bornago, Carugate, Gorgonzola, Cernusco sul Naviglio, Cassina de' Pecchi.